# Brookesia
Brookesia là một chi thằn lằn trong họ Tắc kè hoa. Chúng là những loài đặc hữu của Madagascar.
có kích thước từ nhỏ đến rất nhỏ. Brookesia bao gồm các loài được coi là tắc kè hoa nhỏ nhất thế giới, và cũng là một trong những loài bò sát nhỏ nhất. Các thành viên của chi Brookesia phần lớn có màu nâu và hầu hết về cơ bản là sống trên cạn.
Một tỷ lệ phần trăm đáng kể các loài trong chi chỉ được xác định danh pháp khoa học trong vòng ba thập kỷ qua, và một số loài vẫn chưa nhận được tên khoa học được biết là vẫn tồn tại. Hầu hết sống trong phạm vi rất nhỏ ở những khu vực khó tiếp cận, và do kích thước nhỏ và tính rụt rè, chúng ít được nghiên cứu so với các họ hàng lớn hơn của chúng.

## Các loài

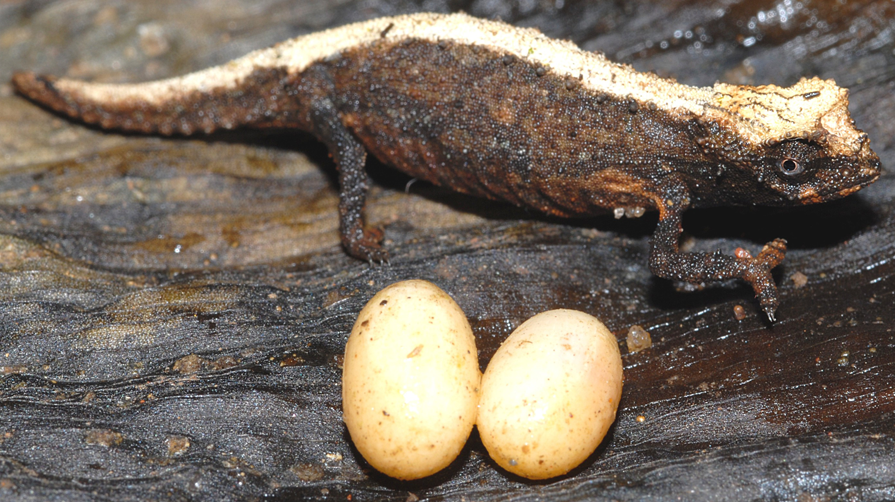
Brookesia desperata female, stress-coloured, with two recently laid eggs.

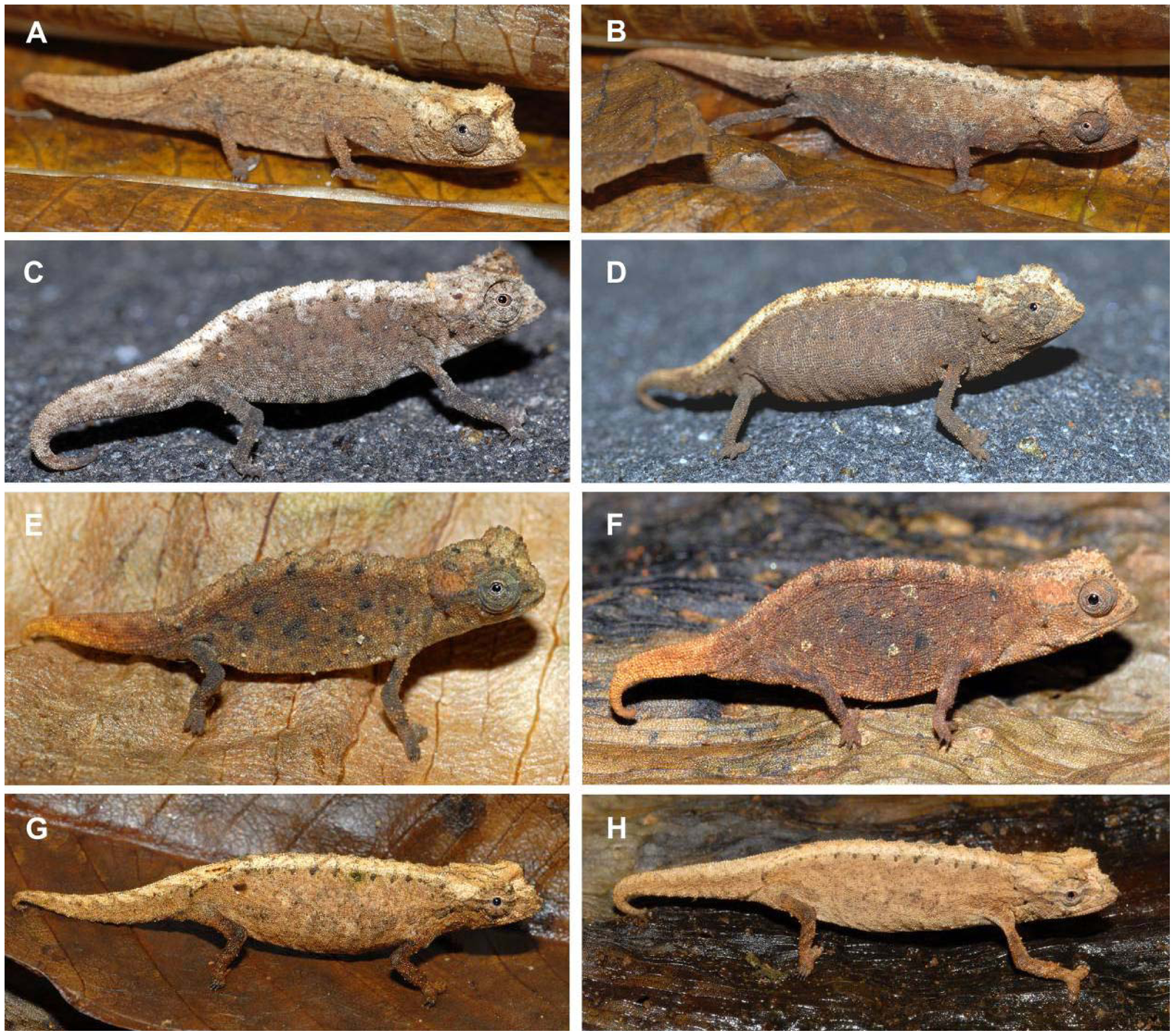
Males (left) and females (right) of four Brookesia species described in 2012, all belonging to the B. minima species group: A-B B. tristis, C-D B. confidens, E-F B. micra, G-H B. desperata

Có khoảng 30 loài được ghi nhận thuộc chi này:
- Brookesia ambreensis Raxworthy & Nussbaum, 1995
- Brookesia antakarana Raxworthy & Nussbaum, 1995
- Brookesia bekolosy Raxworthy & Nussbaum, 1995
- Brookesia betschi Brygoo, Blanc & Domergue, 1974
- Brookesia bonsi Ramanantsoa, 1980
- Brookesia brunoi Crottini et al., 2012
- Brookesia brygooi Raxworthy & Nussbaum, 1995
- Brookesia confidens Glaw et al., 2012[3]
- Brookesia decaryi, Angel, 1939
- Brookesia dentata Mocquard, 1900
- Brookesia desperata Glaw et al., 2012[3]
- Brookesia ebenaui (Boettger, 1880)
- Brookesia exarmata Schimmenti & Jesu, 1996
- Brookesia griveaudi Brygoo, Blanc & Domergue, 1974
- Brookesia karchei Brygoo, Blanc & Domergue, 1970
- Brookesia lambertoni Brygoo & Domergue, 1970
- Brookesia lineata Raxworthy & Nussbaum, 1995
- Brookesia micra Glaw et al., 2012[3]
- Brookesia minima Boettger, 1893
- Brookesia nana Glaw et al., 2021
- Brookesia perarmata (Angel, 1933)
- Brookesia peyrierasi Brygoo & Domergue, 1974
- Brookesia ramanantsoai Brygoo & Domergue, 1975
- Brookesia stumpffi Boettger, 1894
- Brookesia superciliaris (Kuhl, 1820)
- Brookesia therezieni Brygoo & Domergue, 1970
- Brookesia thieli Brygoo & Domergue, 1969
- Brookesia tristis Glaw et al., 2012[3]
- Brookesia tuberculata Mocquard, 1894
- Brookesia vadoni Brygoo & Domergue, 1968
- Brookesia valerieae Raxworthy, 1991